# Mackenzie King Barracks

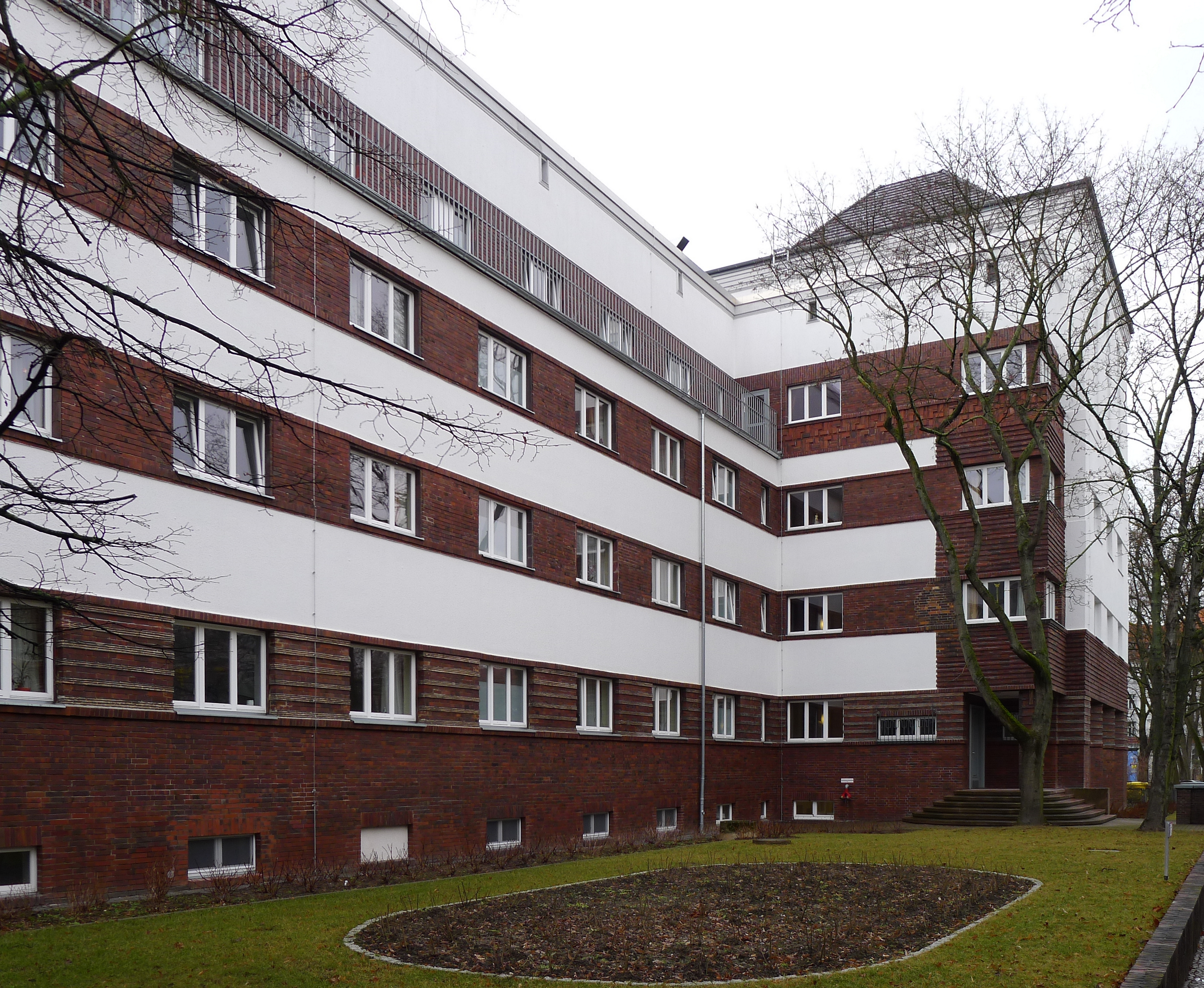
Gebäudekomplex der ehemaligen Mackenzie King Barracks (2012)

Die Mackenzie King Barracks war nach dem Zweiten Weltkrieg und der Okkupation Deutschlands von 1945 bis 1951 eine der ersten Kasernen der Britischen Streitkräfte in Berlin. Der Militärstandort entstand auf dem Gelände des ab 1929 konzipierten Altersheims der Jüdischen Gemeinde zu Berlin.
Im Zuge von Zusammenlegungen von Truppenteilen wurde das Gelände 1951 als Militärliegenschaft entwidmet und den zuständigen Berliner Senatsbehörden übergeben.

## Jüdisches Altersheim (1931–1941)
Der Gebäudekomplex entstand zwischen 1929 und 1931 im Berliner Ortsteil Schmargendorf des damaligen Bezirks Wilmersdorf nach den Plänen des Architekten und Gemeindebaumeisters Alexander Beer.
Die Liegenschaft Berkaer Straße 32–35 Ecke Sulzaer Straße 10 wurde im Auftrag der Jüdischen Gemeinde zu Berlin als Seniorenresidenz konzipiert und nach der Fertigstellung, auf einer Gesamtfläche von 7000 m², als Jüdisches Altersheim mit mehr als 100 Zimmern für 180 Bewohner genutzt.
Das bis zu 5-geschossige Bauwerk galt in Berlin, aufgrund seiner architektonischen Facetten, als eines der innovativsten sozialen Einrichtungen seiner Art.
Ab 1939 wurde die Jüdische Gemeinde zu Berlin systematisch durch die Machthaber des Nazi-Regimes gezwungen, die Liegenschaft an das Reichsinnenministerium abzutreten, hinter dem sich der Reichsführer SS verbarg.
1941 wurde das Altersheim schließlich formal aufgelöst und die letzten Bewohner in Vernichtungslager verschleppt und ermordet.
Im selben Jahr wurde auch Alexander Beer durch deutsche Behörden verhaftet und in das Konzentrationslager Theresienstadt deportiert, wo er schließlich im Mai 1944 getötet wurde.

## Reichssicherheitshauptamt (1941–1945)
1941 wurde das bisherige Altersheim durch Behörden des Reichsführers SS übernommen und im Anschluss als Außenstelle des Reichssicherheitshauptamts zur Spionageabwehr und als Standort des Auslandsnachrichtendienstes unter der Führung des Generalmajors der Polizei Walter Schellenberg genutzt. Auf dem Hof wurde zudem ein Aktenbunker angelegt.

## Mackenzie King Barracks (1945–1951)
Nach der Schlacht um Berlin wurde die Kaserne 1945 zunächst durch kanadische Einheiten eingenommen und in Mackenzie King Barracks umbenannt.
Namensgeber war der langjährige kanadische Premierminister William Lyon Mackenzie King.
Nur wenige Monate später wurde die Liegenschaft von den kanadischen Einheiten an die Britischen Streitkräfte übergeben, die den Kasernennamen beibehielten.
In Mackenzie King Barracks wurde zunächst eine Offiziersmesse sowie das 1. Bataillon der Coldstream Guards, eines der fünf königlichen Leibregimenter, untergebracht. Nach dessen Verlegung zogen die Royal Horse Guards, ein Gardekavallerieregiment, in die Kaserne ein.
Ende 1951 wurde die Liegenschaft wegen der Fokussierung von Einheiten auf die Berliner Bezirke Spandau und Charlottenburg, von den Britischen Streitkräften wieder aufgegeben und als Militärstandort entwidmet.
Es war die letzte militärische Nutzung des Gebäudekomplexes.
Siehe auch: Liste der geschlossenen britischen Militärstandorte in Deutschland

## Nutzung seit 1951
Nach dem Abschluss umfangreicher Baumaßnahmen wurde die Liegenschaft ab 1956 zunächst als Außenstelle des Krankenhauses Wilmersdorf genutzt.
Von 1978 bis 2002 war dort das Max-Bünger-Zentrum untergebracht, das in dem Anwesen Pflegestationen und Seniorenwohnungen betrieb.
2002 übernahm der Krankenhausbetreiber Vivantes die Liegenschaft, der den Gebäudekomplex noch heute mit verschiedenen Sozial- und Pflegestationen unterhält. Nach einer umfangreichen Sanierung wurde das Haus im August 2011 wieder neu eröffnet und beherbergt heute Zimmer für 123 Bewohner.